# Bargłów Kościelny
Bargłów Kościelny – wieś w Polsce położona w województwie podlaskim, w powiecie augustowskim, w gminie Bargłów Kościelny.
| SIMC    | Nazwa              | Rodzaj    |
| ------- | ------------------ | --------- |
| 0754213 | Kolonie Południowe | część wsi |
| 0754220 | Kolonie Północne   | część wsi |

W 1920 roku policja rozstrzelała we wsi bez sądu 9 Żydów. W 1929 r. była tu siedziba gminy Bargłów. Działały tu dwie cegielnie, apteka, Kasa Spółdzielcza Sp. z o.o., piwiarnia, herbaciarnia był sklep z artykułami kolonialnymi, rybny, tytoniowy i z nasionami. Pracowała tu akuszerka, felczer, cieśla, kowal, dwóch krawców, trzech stolarzy i dwóch szewców.
W latach 1954–1972 wieś należała i była siedzibą władz gromady Bargłów. W latach 1975–1998 miejscowość administracyjnie należała do województwa suwalskiego.
Miejscowość jest siedzibą gminy Bargłów Kościelny oraz parafii rzymskokatolickiej, należącej do dekanatu Augustów - Matki Bożej Królowej Polski, diecezji ełckiej.

## Zabytki
- Zespół kościoła parafialnego, nr rej.: 512 z 1 lipca 1986[9]:
  - kościół pod wezwaniem Podwyższenia Krzyża, 1883;
  - ogrodzenie z 4 kapliczkami i bramami, 2 połowa XIX w.;
  - plebania, 1908.
- Rzymskokatolicki cmentarz parafialny "stary", XIX w., nr rej.: 482 z 15 maja 1986[9].